# استیو بول
استیو بول (به انگلیسی: Steve Bull) بازیکن فوتبال زادهٔ ۲۸ مارس ۱۹۶۵ اهل انگلستان بود که سابقهٔ بازی در تیم ملی فوتبال انگلستان را در کارنامهٔ خود دارد. وی در تاریخ ۲۷ مه ۱۹۸۹ نخستین بازی ملی خود را در مقابل تیم ملی فوتبال اسکاتلند انجام داد و با حضور در ۱۳ بازی ملی، در تاریخ ۱۷ اکتبر ۱۹۹۰ واپسین بازی ملی‌اش را در برابر تیم ملی فوتبال لهستان برگزار کرد.
این بازیکن توانسته در بازی‌های ملی، ۴ گل به ثمر برساند.